# Leichtathletik-Europameisterschaften 1974/Weitsprung der Frauen

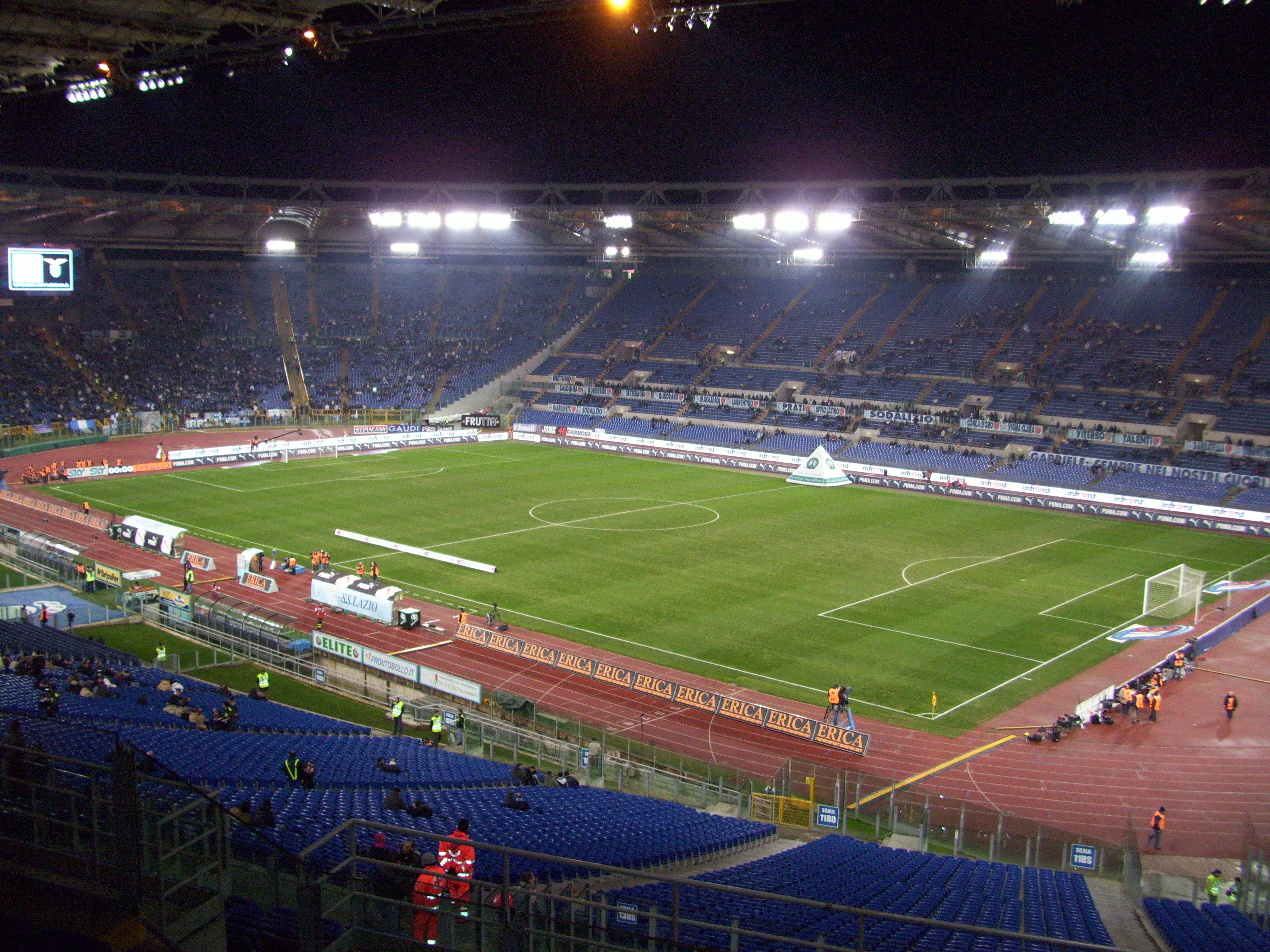
Das Olympiastadion von Rom im Jahr 2009

Der Weitsprung der Frauen bei den Leichtathletik-Europameisterschaften 1974 wurde am 2. und 3. September 1974 im Olympiastadion von Rom ausgetragen.
Europameisterin wurde die Ungarin Ilona Bruzsenyák. Sie gewann vor der tschechoslowakischen Olympiadritten von 1972 Eva Šuranová. Bronze ging an die Finnin Pirkko Helenius.

## Rekorde

### Bestehende Rekorde
| Weltrekord           | 6,84 m | Heide Rosendahl       | Turin, Italien        | 3. September 1970 |
| Europarekord         | 6,84 m | Heide Rosendahl       | Turin, Italien        | 3. September 1970 |
| Meisterschaftsrekord | 6,76 m | Ingrid Mickler-Becker | EM Helsinki, Finnland | 14. August 1971   |

Der bestehende EM-Rekord wurde bei diesen Europameisterschaften nicht erreicht.

### Rekordverbesserungen
Es wurden zwei neue Landesrekorde aufgestellt:
- 6,47 m – Ciska Janssen (Niederlande), Qualifikation am 2. September (Gruppe B)
- 6,65 m – Ilona Bruzsenyák (Ungarn), Finale am 3. September

## Windbedingungen
In den folgenden Ergebnisübersichten sind die Windbedingungen zu den jeweils besten Sprüngen benannt. Der erlaubte Grenzwert liegt bei zwei Metern pro Sekunde. Bei stärkerer Windunterstützung wird die Weite für den Wettkampf gewertet, findet jedoch keinen Eingang in Rekord- und Bestenlisten.

## Legende
Kurze Übersicht zur Bedeutung der Symbolik – so üblicherweise auch in sonstigen Veröffentlichungen verwendet:
| –   | verzichtet                                             |
| x   | ungültig                                               |
| w   | Windunterstützung über dem zulässigen Wert von 2,0 m/s |
| NR  | Nationaler Rekord                                      |
| NM  | keine Weite (no mark)                                  |
| ogV | ohne gültigen Versuch                                  |

## Qualifikation
2. September 1974
Achtzehn Wettbewerberinnen traten in zwei Gruppen zur Qualifikationsrunde an. Dreizehn von ihnen (hellblau unterlegt) erreichten die Qualifikationsweite für den direkten Finaleinzug von 6,30 m. Damit war die Mindestanzahl von zwölf Finalteilnehmerinnen übertroffen. Die qualifizierten Athletinnen bestritten am darauffolgenden Tag das Finale.

### Gruppe A
| Platz | Name              | Nation           | Weite (m) Wind (m/s) | 1. Versuch (m) | 2. Versuch (m) | 3. Versuch (m) |
| 1     | Pirkko Helenius   | Finnland         | 6,57 / +0,8          | 6,57           | –00            | –              |
| 2     | Lidija Alfejewa   | Sowjetunion      | 6,36 / +0,9          | x              | 6,3600         | –              |
| 3     | Ildikó Szabó      | Ungarn           | 6,35 / +1,7          | 6,35           | –00            | –              |
| 4     | Angela Schmalfeld | DDR              | 6,35 / +2,4 w        | 6,05           | 6,35 w         | –              |
| 5     | Eva Šuranová      | Tschechoslowakei | 6,33 / −0,3          | 6,33           | –00            | –              |
| 6     | Kapitolina Lotowa | Sowjetunion      | 6,32 / +0,9          | 6,28           | 6,1000         | 6,32           |
| 7     | Tatjana Timochowa | Sowjetunion      | 6,32 / +0,5          | 6,32           | –00            | –              |
| 8     | Maroula Lambrou   | Griechenland     | 6,23 / +1,9          | 5,96           | 6,0200         | 6,23           |
| 9     | Isabella Keller   | Schweiz          | 6,13 / −0,5          | 5,98           | 6,1300         | 5,95           |

### Gruppe B
| Platz | Name              | Nation           | Weite (m) Wind (m/s) | 1. Versuch (m) | 2. Versuch (m) | 3. Versuch (m) |
| 1     | Ilona Bruzsenyák  | Ungarn           | 6,51 / +2,0          | 5,96           | 6,23           | 6,5100         |
| 2     | Valeria Bufanu    | Rumänien         | 6,49 / +1,9          | 6,28           | 6,49           | –00            |
| 3     | Ciska Janssen     | Niederlande      | 6,47 / +0,7 NR       | 6,47           | –              | –00            |
| 4     | Marianne Voelzke  | DDR              | 6,40 / +1,5          | 6,17           | 6,40           | –00            |
| 5     | Jarmila Nygrýnová | Tschechoslowakei | 6,37 / +1,2          | 6,37           | –              | –00            |
| 6     | Meta Antenen      | Schweiz          | 6,30 / +2,8 w        | 6,17           | 6,24           | 6,30 w         |
| 7     | Birgit Wilkes     | BR Deutschland   | 6,27 / +1,5          | x              | 6,20           | 6,2700         |
| 8     | Tuula Rautanen    | Finnland         | 6,27 / +1,4          | 6,27           | x              | 6,16 w         |
| 9     | Dorina Cătineanu  | Rumänien         | 6,18 / −0,3          | 6,02           | 6,18           | 6,0400         |

## Finale
3. September 1974, 16:00 Uhr
| Platz | Name              | Nation           | Resultat (m) Wind (m/s) | 1. Versuch (m) | 2. Versuch (m) | 3. Versuch (m) | 4. Versuch (m)                                | 5. Versuch (m)                                | 6. Versuch (m)                                |
| 1     | Ilona Bruzsenyák  | Ungarn           | 6,65 / +1,5 NR          | 6,25 w         | 6,2700         | 6,3500         | 6,43 w                                        | 6,6500                                        | 6,41                                          |
| 2     | Eva Šuranová      | Tschechoslowakei | 6,60 / +0,7             | 6,5700         | x00            | 6,6000         | 6,5700                                        | 6,5000                                        | x                                             |
| 3     | Pirkko Helenius   | Finnland         | 6,59 / +1,5             | 6,5900         | x00            | x00            | 6,4800                                        | x00                                           | 6,49                                          |
| 4     | Angela Schmalfeld | DDR              | 6,56 / +3,7 w           | x00            | 6,32 w         | 6,4400         | x00                                           | 6,56 w                                        | x                                             |
| 5     | Marianne Voelzke  | DDR              | 6,56 / +0,7             | x00            | 6,4200         | 6,5600         | x00                                           | x00                                           | 6,31                                          |
| 6     | Lidija Alfejewa   | Sowjetunion      | 6,54 / +2,2 w           | 6,43 w         | 6,2400         | 6,36 w         | 6,3700                                        | 6,54 w                                        | 6,44                                          |
| 7     | Tatjana Timochowa | Sowjetunion      | 6,50 / +3,4 w           | 5,69 w         | 6,1900         | 6,50 w         | x00                                           | 6,1300                                        | 6,37                                          |
| 8     | Meta Antenen      | Schweiz          | 6,33 / −1,9             | 6,3300         | 6,3200         | 6,1700         | 6,0300                                        | 5,9600                                        | 6,08                                          |
| 9     | Ildikó Szabó      | Ungarn           | 6,32 / +1,6             | 6,2900         | 6,3200         | 6,2300         | nicht im Finale der besten acht Springerinnen | nicht im Finale der besten acht Springerinnen | nicht im Finale der besten acht Springerinnen |
| 10    | Kapitolina Lotowa | Sowjetunion      | 6,29 / +2,0             | 6,2100         | x00            | 6,2900         | nicht im Finale der besten acht Springerinnen | nicht im Finale der besten acht Springerinnen | nicht im Finale der besten acht Springerinnen |
| 11    | Jarmila Nygrýnová | Tschechoslowakei | 6,28 / −1,0             | 6,2800         | 6,1100         | 5,9900         | nicht im Finale der besten acht Springerinnen | nicht im Finale der besten acht Springerinnen | nicht im Finale der besten acht Springerinnen |
| 12    | Valeria Bufanu    | Rumänien         | 6,25 / +2,0             | 6,1800         | x00            | 6,2500         | nicht im Finale der besten acht Springerinnen | nicht im Finale der besten acht Springerinnen | nicht im Finale der besten acht Springerinnen |
| NM    | Ciska Janssen     | Niederlande      | 000ogV                  | x00            | x00            | x00            | nicht im Finale der besten acht Springerinnen | nicht im Finale der besten acht Springerinnen | nicht im Finale der besten acht Springerinnen |

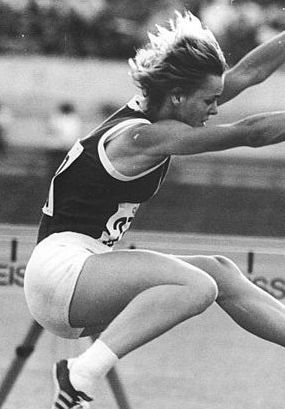
Angela Schmalfeld belegte Rang vier – als Angela Voigt wurde sie 1976 Olympiasiegerin und 1978 EM-Zweite, für zehn Tage war sie 1976 auch Weltrekordinhaberin
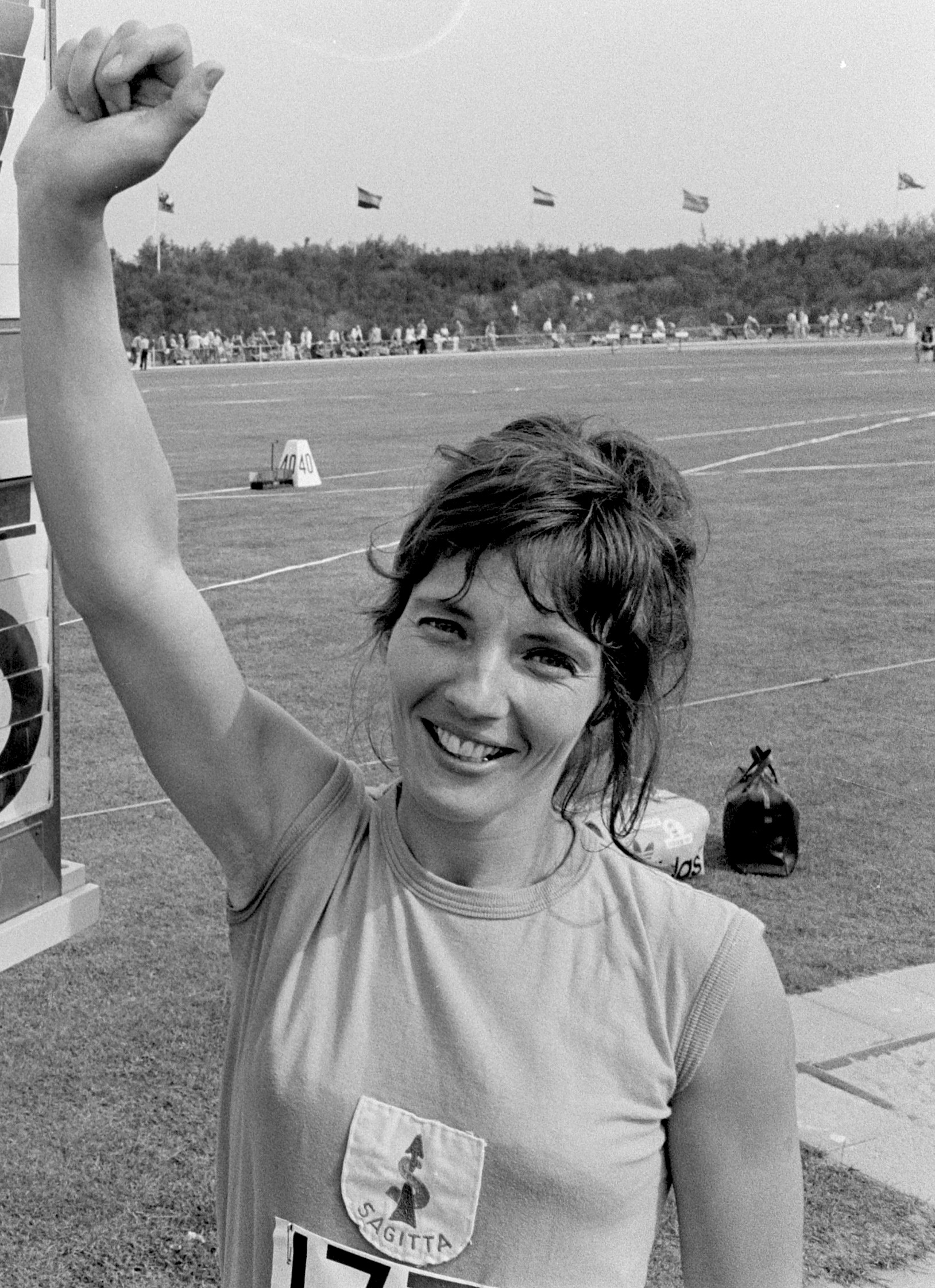
Ciska Janssen blieb in diesem Finale ohne gültigen Versuch, im Fünfkampf, der am nächsten Tage endete, belegte sie Platz vierzehn